# Meyssiez
Meyssiès és un municipi francès situat al departament de la Isèra i a la regió d'Alvèrnia-Roine-Alps. L'any 2007 tenia 612 habitants.

## Demografia

### Població
El 2007 la població de fet de Meyssiès era de 612 persones. Hi havia 212 famílies de les quals 36 eren unipersonals (36 homes vivint sols), 68 parelles sense fills, 92 parelles amb fills i 16 famílies monoparentals amb fills.
La població ha evolucionat segons el següent gràfic:
Habitants censats

### Habitatges
El 2007 hi havia 248 habitatges, 221 eren l'habitatge principal de la família, 18 eren segones residències i 9 estaven desocupats. 238 eren cases i 9 eren apartaments. Dels 221 habitatges principals, 200 estaven ocupats pels seus propietaris, 18 estaven llogats i ocupats pels llogaters i 3 estaven cedits a títol gratuït; 5 tenien dues cambres, 21 en tenien tres, 53 en tenien quatre i 142 en tenien cinc o més. 168 habitatges disposaven pel capbaix d'una plaça de pàrquing. A 78 habitatges hi havia un automòbil i a 132 n'hi havia dos o més.

### Piràmide de població
La piràmide de població per edats i sexe el 2009 era:
| Homes | Edats   | Dones |
| ----- | ------- | ----- |
| 0     | 95 o +  | 0     |
| 0     | 90 a 94 | 0     |
| 4     | 85 a 89 | 0     |
| 4     | 80 a 84 | 0     |
| 4     | 75 a 79 | 4     |
| 12    | 70 a 74 | 12    |
| 12    | 65 a 69 | 12    |
| 8     | 60 a 64 | 8     |
| 24    | 55 a 59 | 8     |
| 24    | 50 a 54 | 20    |
| 20    | 45 a 49 | 28    |
| 44    | 40 a 44 | 12    |
| 12    | 35 a 39 | 28    |
| 8     | 30 a 34 | 24    |
| 12    | 25 a 29 | 4     |
| 16    | 20 a 24 | 4     |
| 20    | 15 a 19 | 8     |
| 12    | 10 a 14 | 36    |
| 44    | 5 a 9   | 24    |
| 12    | 0 a 4   | 4     |

## Economia
El 2007 la població en edat de treballar era de 384 persones, 291 eren actives i 93 eren inactives. De les 291 persones actives 266 estaven ocupades (155 homes i 111 dones) i 25 estaven aturades (8 homes i 17 dones). De les 93 persones inactives 35 estaven jubilades, 18 estaven estudiant i 40 estaven classificades com a «altres inactius».

### Ingressos
El 2009 a Meyssiès hi havia 225 unitats fiscals que integraven 594 persones, la mediana anual d'ingressos fiscals per persona era de 19.079 €.

### Activitats econòmiques
Dels 15 establiments que hi havia el 2007, 1 era d'una empresa de fabricació d'altres productes industrials, 5 d'empreses de construcció, 4 d'empreses de comerç i reparació d'automòbils, 1 d'una empresa de transport, 1 d'una empresa d'hostatgeria i restauració, 1 d'una empresa d'informació i comunicació, 1 d'una empresa de serveis i 1 d'una empresa classificada com a «altres activitats de serveis».
Dels 4 establiments de servei als particulars que hi havia el 2009, 1 era una lampisteria, 2 electricistes i 1 restaurant.
L'any 2000 a Meyssiès hi havia 11 explotacions agrícoles que ocupaven un total de 504 hectàrees.

## Equipaments sanitaris i escolars
El 2009 hi havia una escola elemental.

## Poblacions més properes
El següent diagrama mostra les poblacions més properes.